# Iona Emmanuilowitsch Jakir

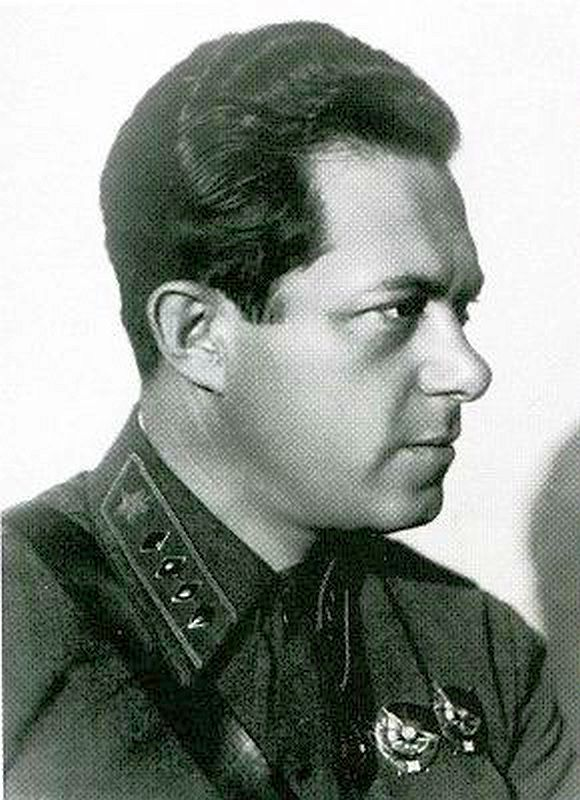
Iona Emmanuilowitsch Jakir (1896–1937)

Iona Emmanuilowitsch Jakir (russisch Иона Эммануилович Якир; * 3.jul. / 15. August 1896greg. in Kischinjow, Gouvernement Bessarabien im Russischen Kaiserreich; † 12. Juni 1937 in Moskau) war ein hochrangiger sowjetischer Militärführer (Armeeführer I. Ranges der Roten Armee). Ab 1930 war er Kandidat des Zentralkomitees der KPdSU (b) und wurde 1934 Vollmitglied des ZK. Während des „Großen Terrors“ war er einer der Angeklagten im sogenannten „Prozess der Generäle“, dem Geheimprozess während der Moskauer Prozesse.

## Leben
Jakir lernte am Technologischen Institut in Charkow. Im Bürgerkrieg kämpfte er im Süden um Kischinjow und Woronesch. Er diente auf verschiedenen Posten der 8. Armee zwischen 1918 und 1919. Bereits im Polnisch-Sowjetischen Krieg kommandierte er die Heeresgruppe Fastow und Lwow. Ende 1920 befehligte Jakir die Militäroperation gegen die Petljura-Einheiten in der Ukraine und erhielt für deren Zerschlagung eine Ehrenwaffe. 1924 bis 1925 war er Leiter der Hauptverwaltung der Kriegsschulen der Roten Armee. 1925 bis 1937 befehligte er den Kiewer Militärbezirk.
Während der Jahre der Kooperation mit der Reichswehr nahm Jakir 1928/29 an einer Führergehilfenausbildung in Deutschland teil.
Sein Sohn Pjotr Jakir wurde ebenso wie seine Ehefrau Sarra Lasarewna nach seiner eigenen Festnahme verhaftet und zu langen Gulagaufenthalten verurteilt. Jakir selbst wurde im Militärgerichtsprozess in Moskau zum Tode verurteilt und erschossen.

## Auszeichnungen
unvollständig
- Rotbannerorden, dreifach